# Peercoin
Peercoin (codi: PPC), també conegut com a PPCoin i Coín Peer-to-Peer és la primera criptodivisa basada en una implementació combinada de proof-of-stake (PoS)/proof-of-work system (PoW).
El símbol monetari, és Ᵽ. La sigla és PPC.
Aquest sistema permet que la verificació de les transaccions sigui més senzilla que la que s'utilitza regularment, proof-of-work, que es basa en algorismes complexos que fan que l'ordinador hagi de treballar més.